# Giro d'Itàlia de 1929
El Giro d'Itàlia de 1929 fou la dissetena edició del Giro d'Itàlia i es disputà entre 19 de maig i el 6 de juny de 1929, amb un recorregut de 2.920 km distribuïts en 14 etapes. 166 ciclistes hi van prendre part, acabant-la 99 d'ells. La sortida es feu a Roma i l'arribada a Milà.

## Història
El recorregut d'aquesta edició fou diferent respecte totes les edicions anteriors, en centrar-se bàsicament per les terres del sud d'Itàlia, fins aleshores gairebé excloses del Giro. Amb tot, l'organització tingué greus problemes per l'escassetat de carreteres asfaltades, manca d'allotjament i dificultats per obtenir combustible i aigua.
Alfredo Binda tornà a dominar aquesta edició, amb la victòria de 8 etapes consecutives i la primera posició de la classificació general, aconseguint el seu quart Giro d'Itàlia, tercer consecutiu. Aquesta superioritat va fer que fos esbroncat en l'arribada a Milà.

## Classificació general
| Classificació General                  | Classificació General     | Classificació General | Classificació General |
| Pos.                                   | Ciclista                  | Temps                 |                       |
| -------------------------------------- | ------------------------- | --------------------- | --------------------- |
| 1                                      | Alfredo Binda (ITA)       | 107h 18' 24"          |                       |
| 2                                      | Domenico Piemontesi (ITA) | + 3' 44"              |                       |
| 3                                      | Leonida Frascarelli (ITA) | + 5' 04"              |                       |
| 4                                      | Antonio Negrini (ITA)     | + 6' 36"              |                       |
| 5                                      | Luigi Giacobbe (ITA)      | + 8' 43"              |                       |
| 6                                      | Allegro Grandi (ITA)      | + 12' 52"             |                       |
| 7                                      | Giuseppe Pancera (ITA)    | + 14' 44"             |                       |
| 8                                      | Alfonso Piccin (ITA)      | + 15' 29"             |                       |
| 9                                      | Michele Orecchia (ITA)    | + 15' 33"             |                       |
| 10                                     | Ambrogio Morelli (ITA)    | + 16' 29"             |                       |
| 166 participants, 99 acabaren la cursa |                           |                       |                       |

## Etapes
| Etapa | Data       | Inici - final       | Km  | Vencedor d'etapa          | Líder de la general   |
| ----- | ---------- | ------------------- | --- | ------------------------- | --------------------- |
| 1a    | 19 de maig | Roma – Nàpols       | 235 | Gaetano Belloni (ITA)     | Gaetano Belloni (ITA) |
| 2a    | 21 de maig | Nàpols - Foggia     | 185 | Alfredo Binda (ITA)       | Gaetano Belloni (ITA) |
| 3a    | 23 de maig | Foggia - Lecce      | 282 | Alfredo Binda (ITA)       | Gaetano Belloni (ITA) |
| 4a    | 25 de maig | Lecce - Potenza     | 270 | Alfredo Binda (ITA)       | Alfredo Binda (ITA)   |
| 5a    | 27 de maig | Potenza - Cosenza   | 264 | Alfredo Binda (ITA)       | Alfredo Binda (ITA)   |
| 6a    | 29 de maig | Cosenza - Salern    | 295 | Alfredo Binda (ITA)       | Alfredo Binda (ITA)   |
| 7a    | 31 de maig | Salern - Formia     | 220 | Alfredo Binda (ITA)       | Alfredo Binda (ITA)   |
| 8a    | 2 de juny  | Formia - Roma       | 198 | Alfredo Binda (ITA)       | Alfredo Binda (ITA)   |
| 9a    | 3 de juny  | Roma - Orvieto      | 120 | Alfredo Binda (ITA)       | Alfredo Binda (ITA)   |
| 10a   | 4 de juny  | Orvieto - Siena     | 150 | Mario Bianchi (ITA)       | Alfredo Binda (ITA)   |
| 11a   | 5 de juny  | Siena - La Spezia   | 192 | Alfredo Dinale (ITA)      | Alfredo Binda (ITA)   |
| 12a   | 7 de juny  | La Spezia - Parma   | 135 | Domenico Piemontesi (ITA) | Alfredo Binda (ITA)   |
| 13a   | 8 de juny  | Parma - Alessandria | 152 | Mario Bianchi (ITA)       | Alfredo Binda (ITA)   |
| 14a   | 9 de juny  | Alessandria - Milà  | 216 | Alfredo Dinale (ITA)      | Alfredo Binda (ITA)   |